# بوزويلو دي كالاترافا (سيوداد ريال)
بلدية بوزويلو دي كالاترافا (بالإسبانية: Pozuelo de Calatrava)‏، هي إحدى بلديات مقاطعة سيوداد ريال إحدى مقاطعات إسبانيا، والتي تقع في منطقة قشتالة لا منتشا وسط إسبانيا.
يبلغ عدد سكانها 2.826 نسمة وفقاً لإحصائية سنة (2007).